# Tranbärsskål
Tranbärsskål (Monilinia oxycocci) är en svampart som först beskrevs av Woronin, och fick sitt nu gällande namn av Honey 1936. Tranbärsskål ingår i släktet Monilinia och familjen Sclerotiniaceae.  Arten är reproducerande i Sverige. Inga underarter finns listade i Catalogue of Life.